# Cigartallen

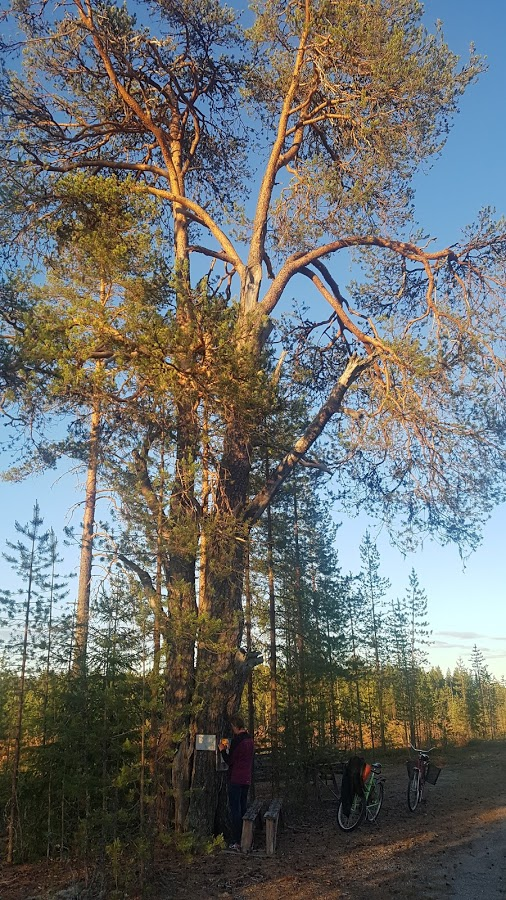
Ljuskronan, även kallad Cigartallen. Tallen sägs vara den enda som överlevde den stora skogsbranden år 1772.

Cigartallen, även kallad Ljuskronan, är en reslig och stor tall som sägs vara den enda tall som överlevde den stora skogsbranden 1772 i närheten av dagens Örnsköldsvik Airport..
Namnet kommer från att skogsbranden 1772 sägs uppstått från en cigarr som en genomresande man rökte.  Denna tall sägs vara den enda tall som överlevde branden, och det berättas att den ska ha överlevt ytterligare en stor skogsbrand.
I de närmsta byarna har man kallat tallen för "Ljuskronan". Enligt samtal med personer som bodde i byarna i närheten (Torsböle, Bursjön och Västanå) så samlades ungdomarna vid Ljuskronan på lördagskvällarna innan de tillsammans tog sig vidare till dansen i Gideå. Detta skedde åtminstone på 1910–1930-talet.
Gideåbon Gustav Sjögren som utforskade och gjorde i ordning Skallbergsgrottorna i Skallberget, Gideå, la även ner tid på att ta fram information om Ljuskronan som han kallade Cigartallen.
Ljuskronan/Cigartallen är fridlyst enligt en skylt som sitter fast på stammen.